# Ludwik Leibler
Ludwik Leibler, (Varsovia, 2 de septiembre de 1951) es un físico francés nacido en Polonia. Es profesor de École supérieure de physique et de chimie industrielles de la ville de Paris (ESPCI ParisTech) y miembro de la Academia Francesa de Ciencias y la Academia Nacional de Ingeniería.
Ludwik Leibler recibió su doctorado en 1976 en Física Teórica de la Universidad de Varsovia, y luego pasó dos años como becario postdoctoral en el Collège de France en París bajo la dirección de Pierre-Gilles de Gennes. Es investigador en el Centro Nacional de Investigación Científica (CNRS), al que se unió primero en Stasbourg y luego en París, donde se encuentran en aspectos teóricos y experimentales de autoensamblaje y dinámica de polímeros, interfaces, geles y polímeros cargados. De 1996 a 2003 fue el director fundador de un laboratorio conjunto entre el CNRS y la empresa química Elf Atochem (más tarde Arkema) que reagrupó a investigadores de la academia y la industria. En 2001 se convirtió en profesor de Materia Suave y Química en la École Supérieure de Physique et Chimie Industrielles en París, donde sus intereses de investigación incluyen la influencia del trastorno molecular en la estructura mesoscópica y las propiedades de los materiales poliméricos, resistencia al impacto, fractura y adhesión, diseño de estímulos materiales sensibles y química supramolecular.
El Dr. Leibler es miembro de la Academia Nacional de Ingeniería, recibió la Medalla de Plata CNRS, el Premio IBM de Francia en Ciencia de Materiales, el premio de Física de Polímeros de la Sociedad Americana de Física (2006 ) y el Premio de Química de Polímeros de la American Chemical Society (2007). En 2014, fue galardonado con el EPJE Premio de Conferencia Pierre-Gilles De Gennes. En marzo de 2019, Ludwik Leibler recibió un doctorado honorario de la división de la Facultad de Ciencias de la Universidad de Gante. El premio de la Federación Europea de Polímeros (EPF) de 2019 fue otorgado a Ludwik Leibler "por sus innovadoras contribuciones a la comprensión del comportamiento de la fase de los copolímeros de bloque y por el descubrimiento de nuevos materiales afectados en enlaces dinámicos como gomas de autocuración, vitrimers y pegamentos de tejido .